# Balla Károly (játékvezető)
Balla Károly (Budapest, 1909 – 1983) magyar nemzetközi labdarúgó-játékvezető.

## Pályafutása

### Nemzeti játékvezetés
Játékvezetésből Budapesten a Magyar Futballbírák Testülete (BT) előtt vizsgázott. A Budapesti Labdarúgó Alszövetség (BLASz) által üzemeltetett labdarúgó bajnokságokban kezdte sportszolgálatát. A BT javaslatára NB II-es, 1946-tól NB I-es játékvezető. Küldési gyakorlat szerint rendszeres partbírói szolgálatot is végzett. A nemzeti játékvezetéstől 1959-ben visszavonult. NB I-es mérkőzéseinek száma: 89.
| Időpont              | Helyszín                          | Mérkőzés típusa          | Mérkőzés                     | Eredmény | Nézők száma |
| -------------------- | --------------------------------- | ------------------------ | ---------------------------- | -------- | ----------- |
| 1946. május 12.      | Promontor utcai pálya, Budafok    | első NB I-es mérkőzése   | Budafoki MTE–Dózsa MADISZ    | 3 – 1    | 400         |
| 1959. szeptember 20. | Tóstrandi Sporttelep, Salgótarján | utolsó NB I-es mérkőzése | Salgótarjáni BTC–Szegedi EAC | 2 – 0    | 5000        |

### Nemzetközi játékvezetés
A Magyar Labdarúgó-szövetség BT  javaslatára terjesztette fel nemzetközi játékvezetőnek, a Nemzetközi Labdarúgó-szövetség (FIFA) 1950-től tartotta nyilván bírói keretében. Több nemzetek közötti válogatott és klubmérkőzést vezetett, vagy működő társának partbíróként segített. A magyar nemzetközi játékvezetők rangsorában, a világbajnokság-Európa-bajnokság sorrendjében többedmagával a 18. helyet foglalja el 2 találkozó szolgálatával. A nemzetközi játékvezetéstől 1963-ban búcsúzott. Válogatott mérkőzéseinek száma: 4.

#### Labdarúgó-Európa-bajnokság
Az 1960-as labdarúgó-Európa-bajnokságon és az 1964-es labdarúgó-Európa-bajnokságon az UEFA JB játékvezetőként foglalkoztatta.

## Szakmai sikerek
- 1958-ban a Magyar Testnevelési és Sporthivatal (MTSH) elnöke több évtizedes játékvezetői tevékenységük elismeréseként a Testnevelés és Sport Érdemes Dolgozója kitüntető jelvényt adományozta. A JT díszverettel jutalmazta a kitüntetett sportembert.
- 1979-ben Petri Sándor az MLSZ JB elnöke évtizedeken át végzett áldozatos munkájáért ajándéktárgy jutalomba részesítette.

## Nemzetközi mérkőzései
| #  | Dátum             | Helyszín                          | Hazai         | Eredmény | Vendég        | Kiírás        | Gólok | Esemény |
| -- | ----------------- | --------------------------------- | ------------- | -------- | ------------- | ------------- | ----- | ------- |
| 1. | 1950. október 22. | Varsó, Lengyel Hadsereg Stadionja | Lengyelország | 1 – 4    | Csehszlovákia | barátságos    | -     |         |
| 2. | 1956. június 17.  | Bukarest, Augusztus 23. Stadion   | Románia       | 0 – 2    | Svédország    | barátságos    | -     |         |
| 3. | 1959. október 14. | Madrid, Santiago Bernabéu stadion | Spanyolország | 3 – 0    | Lengyelország | NEK-selejtező | -     |         |
| 4. | 1963. március 31. | Prága, Strahov Stadion            | Csehszlovákia | 1 – 1    | NDK           | NEK-selejtező | -     |         |
|    | Összesen          |                                   |               | 4        | mérkőzés      |               |       |         |